# ラジコンバス
ラジコンバスは日本の玩具メーカー増田屋齋藤貿易（現：増田屋コーポレーション）が1955年（昭和30年）11月に発売した世界初の無線操縦型の玩具。単1電池3本を電源として火花電波を生じさせ、バスに内蔵するコヒーラに伝わることで動作を制御する。送信機側のスイッチを入れることでバスは「直進、右回転、直進、左回転、直進、停止」の順に動作した。

## 概要
増田屋の6代目社長齋藤晴弘は終戦を契機に社業を再開すると、1946年（昭和21年）、玩具技術者木曾国春の開発したゼンマイ仕掛けの四足歩行玩具「歩行熊」の海外輸出で大成功を収めた。1953年（昭和28年）、齋藤は欧米諸国の富裕層をターゲットにした輸出用玩具の製品化第二弾を目指して木曾に「世界初の無線操縦玩具」の製作を依頼した。トランジスタや真空管を利用した仕組みでは高価になりすぎることから木曾は日露戦争で使用された通信装置コヒーラ検波器に目を付け開発を始めた。しかし、コヒーラ検波器の製作会社には当時のデータが存在していなかったため、電波の原理を独学で習得し、1年後の1954年（昭和29年）に試作機を完成させた。
海外輸出を念頭に置いていた事から玩具筐体には当時製造・販売していたアメリカ・オールズモビル社の55年型バスのブリキ模型が採用され、パッケージ及び取扱説明書は英語表記された。価格は4,500円で、当時の大卒初任給が13,000円であったことを考慮すればかなりの高級玩具であったと言える。

## 郵政省告示の制定
ラジコンバスは発売されるや否や国内外で大反響を呼び、新聞、雑誌、テレビ、ラジオなどあらゆるメディアが騒ぎ立てた。
日本では電波法令により電波を扱う者に対し無線局の免許取得が義務付けられており、ラジコンバスはこれに抵触する惧れがあったことから大きな騒動となった。
しかし、電波の届く範囲が数mであったこと、テレビへの影響が無かったことなどから例外的に認められることとなる。
ラジコンバスの発売を受け1957年（昭和32年）に郵政省は微弱無線局に関する告示

を制定し、模型用ラジコンへの微弱電波の使用は免許が不要となった。

## 関連記事
- ラジコン
- 微弱無線局